# Helipuerto de la Cartuja

i7
i11
i13
Der Helipuerto de la Cartuja ist ein Hubschrauberlandeplatz im Stadtteil Isla de la Cartuja in Sevilla, Autonome Region Andalusien. 
Der mit ICAO-Code LEEX zugelassene Verkehrslandeplatz wurde 1988 im Rahmen der Expo auf der Halbinsel Isla de la Cartuja erbaut und entspricht den Richtlinien der internationalen ICAO-Brandschutzkategorie Heliport.
Während der Weltausstellung von Sevilla 1992 wurde der Platz für Rund- und Zubringerflüge genutzt.  Neben dem Passagiertransport und Stützpunkt der Luftrettung ist der Heliport auch Standort der Rettungshubschrauber von INAER für die  Metropolregion Sevilla. Auf dem Gelände befinden sich neben Büros, Hangars, Feuerwehr auch Wartungshallen der INAER. Betreiber des Flugplatzes ist das Unternehmen Transportes Aéreos del Sur in Kooperation mit den Luftfahrtunternehmen Helicópteros del Sureste und INAER. Der Eigentümer des Flugplatzes ist die staatliche Gesellschaft AGESA.  